# Bob Manning (soulzanger)
Bob Manning (juni 1947) is een Amerikaanse soulzanger.

## Carrière
Manning begon als kind met het zingen van gospelmuziek in Virginia en vervolgde zijn carrière in New York, waar hij werkte met onder andere Gladys Knight, James Brown, Bo Diddley, Dick Clark, The Coasters en later The Four Tops.
Manning woonde van 1938 tot 1998 in Zweden, waar hij zong in een aantal bands en werkte met Zweedse topartiesten als Ann-Kristin Hedmark, Roger Pontare en Coste Apetrea. Hij was verantwoordelijk voor de eerste singleopname van Soul Sister met Zemya Hamilton bij Sonet Recording Studio.
Van 1991 tot 1998 werkte hij voornamelijk met The Soul Enterprise en toerde door geheel Scandinavië, trad op in locaties als Fashing in Stampen, het Stockholm Jazz & Blues Festival, het Stockholm Water Festival, enz. en opende voor of deelde het podium met soulgrootheden als Isaac Hayes, Al Green en Wilson Pickett.

## Discografie
- 1993: All That Blues, From Sweden (Jefferson Rec)
- 1993: Blue Connection, Live at Clipper Club (Dragon Records Sweden)
- 1993: En Blå Timme, That's Entertainment (TER Records)
- 1994: Totally Wired, Sweden, Soul Sister (Acid Jazz)
- 1995: Chicago Express, Permanently Blue (Amigo Musik)
- 1995: Jazz On The Corner, Various Artists (Arietta Disks Musikprod. AB)
- 1996: André De Lange, A Friend (BIEM/NCB/GEMA)
- 1996: Dance Beat, Shine On You (EMI Dancebeat Records)
- 1996: Scrappy G, Mobbin Trow da City (MCA Music Entertainment)